# Врхова Гориця
45°25′ пн. ш. 15°19′ сх. д. / 45.41° пн. ш. 15.31° сх. д.
Врхова Гориця (хорв. Vrhova Gorica) — населений пункт у Хорватії, у Карловацькій жупанії у складі громади Босилєво.

## Населення
Населення за даними перепису 2011 року становило 8 осіб.
Динаміка чисельності населення поселення: